# Temelucha albipennis
Temelucha albipennis là một loài tò vò trong họ Ichneumonidae.